# تربیولیتسه
تربیولیک (به لاتین: Třebívlice) یک سکونتگاه مسکونی در جمهوری چک است که در Litoměřice District واقع شده‌است.

## خصوصیات
تربیولیک ۱۴٫۰۱ کیلومترمربع مساحت و ۸۰۴ نفر جمعیت دارد و ۲۷۵ متر بالاتر از سطح دریا واقع شده‌است.